# Уљана Лопаткина
Уљана Вјачеславна Лопаткина (рус. Ульяна Вячеславна Лопаткина; Керч, 23. октобар 1973) је примабалерина Киров балета/Марински позоришта из Санкт Петербурга.

## Биографија
Рођена је 1973. године у Керчу, у Украјини. Балетско образовање стиче у Ваганова академији у Санкт Петербургу. Балет јој је предавала чувена Наталија Дудинскаја. Иако је као девојчица била дебељушкаста, и порасла је до 175 cm, чиме спада међу највише (од светски значајнијих) примабалерине, школовање завршава са највишим оценама. Одмах након дипломирања, 1991. бива примљена у Киров, а четири године касније постаје примабалерина.

## Репертоар
До сада је одиграла велики број улога, а публика и критика сматрају да јој најбоље пристају класичне и драмске улоге. Између осталог, играла је прве улоге у балетима Лабудово језеро, Жизела, Бајадера, Пакита, Успавана лепотица, Умирући лабуд, Бахчисарајска фонтана, и другим...

## Приватни живот
Удата је, и има ћерку којој посвећује све своје слободно време. Воли да чита, помало слика.